# Maurice André
Maurice André (Alès, Francia, 21 de mayo de 1933 - Urrugne, Francia, 25 de febrero de 2012) fue un trompetista francés.
Es posible que muy poca gente tenga conciencia de hasta qué punto constituyó una novedad o una insólita rareza que un trompetista destacase en una sala de conciertos. Después de la Segunda Guerra Mundial, un virtuoso de la trompeta debía promocionarse forzosamente en campos de la música ligera o del jazz, toda vez que este noble instrumento carecía de un repertorio clásico suficientemente amplio como para nutrir una vocación de solista. Tanto el auge de la música barroca como el desarrollo de la industria fonográfica vinieron a completar un tanto esta carencia; aunque todo ello hubiera sido imposible de no haber existido instrumentistas de contrastada calidad y dispuestos a elevar la trompeta al mismo nivel que el resto de los instrumentos solistas de la orquesta. El pionero de todos ellos fue Maurice André.
Maurice André nació en Alès, cerca de Nîmes, en el seno de una familia trabajadora en la cuenca minera del río Gard. El padre de Maurice tocaba la trompeta en sus ratos libres en la banda del pueblo, con lo que el pequeño Maurice se aficionó y acostumbró al peculiar timbre de este instrumento desde su más tierna infancia. Si bien a los catorce años Maurice también comenzó a trabajar en la mina, alternó dicha labor con las clases de música que le dio su primer profesor, monsieur Barthélémy, un trompetista que se había graduado en París y que volvió a su pueblo ante la falta de oportunidades en la capital francesa. En 1951, y siguiendo los consejos de su profesor, André empezó a estudiar con Raimond Sabarich, profesor de trompeta y corneta en el Conservatorio de París, quien consiguió que un año después su alumno fuese admitido en el citado Conservatorio. Allí, André se inició en el estudio del cornetín, un instrumento en plena decadencia pero fundamental y necesario para la iniciación de los futuros trompetistas. André se resolvió como un magnífico estudiante y ya en el primer año consiguió el Premier Prix del Conservatorio en cornetín, galardón que revalidaría al año siguiente en la especialidad de trompeta.
Antes de promocionarse como solista, André se vio obligado a colaborar como trompetista en algunas de las mejores orquestas de París. Así, en 1953, con solo 20 años y por un espacio de ocho años, fue contratado como trompeta solista de la Orquesta Filarmónica de la Radio-Televisión Francesa (ORTF), aunque también colaboró para la prestigiosa Orquesta de los Conciertos Lamoureux. En 1955 ganó el primer premio del Concurso Internacional de Ginebra y graba sus primeros discos de música barroca. En 1962 es nombrado profesor de trompeta en el Conservatorio de París y un año más tarde logra el primer premio en el prestigioso Concurso de Múnich, hecho determinante que le impulsó a una reconocida carrera internacional y a la grabación de muchos discos. Efectivamente, a partir de 1963 André empieza a promocionarse en giras de conciertos, principalmente en Alemania, donde es requerido por directores de la talla de Herbert von Karajan, Karl Böhm o Karl Richter. Pero es solicitado asimismo por las mejores formaciones del resto de Europa, de la URSS, de Norteamérica y Japón, con lo que su nombre empieza a ser mundialmente reconocido como el del trompetista más importante de su tiempo. También desde aquellos años, inicia una puntual colaboración con las organistas Marie-Claire Alain y Hedwig Bilgram (la conjunción entre trompeta y órgano desarrolla una sonoridad óptima para el repertorio, ya sea barroco o más moderno). Desde entonces, Maurice André ha venido desarrollando una exitosa trayectoria basada en una triple vía en la que se conjugan los conciertos y recitales, la pedagogía y la difusión del instrumento.
Este estilo, que André identificó con la Escuela Francesa, suscitó la creación por sus discípulos de una serie de «filiales» en el extranjero seguidoras de este estilo musical. Entre ellas se encuentra la Escuela Española, que atraviesa un período de expansión gracias al trabajo que cuenta ya con unas cuantas décadas de actividad, desarrollado por los precursores de dicha actividad. Entre ellos figuran antiguos alumnos de André que estudiaron en el Conservatorio de París y que hoy son responsables de los conservatorios más importantes en España.[cita requerida]
En sus últimos años estuvo prácticamente retirado, aunque aún realizaba algunas actividades relacionadas con la trompeta, como seminarios y cursos magistrales, dentro de los límites que le permitía su delicado estado de salud.
Maurice André falleció en Urrugne, País Vasco-francés, el 25 de febrero de 2012.